# Adolf Kubeš
Adolf Kubeš (31. ledna 1845 Třebíč – 16. června 1908 Brno) byl český středoškolský profesor, regionální historik a filolog.
Adolf Kubeš byl mladším bratrem Jana Františka Kubeše (1842–1925), třebíčského nakladatele a knihkupce, pozdějšího starosty města. Třetím z bratrů byl Ferdinand Kubeš (1849–1935), zakladatel třebíčské firmy ZON (1879).
Byl středoškolský pedagog. Stal se ředitelem reálky v Brně a působil jako člen školní rady. V roce 1902 se stal čestným občanem města Třebíče.
Zemřel roku 1908 a byl pohřben v rodinné hrobce na Starém hřbitově v Třebíči.

## Dílo
- Dějepis města Třebíče (1874) – pojednává o historii města od nejstarších dob spadajících k založení benediktinského kláštera až do zkázy města v roce 1468 (svazek 1 – dostupný online)

Tiskem vyšly i separáty Kubešových obsáhlejších článků z Časopisu Matice moravské:
- Literátský sbor třebický se zvláštním zřetelem k vývoji a významu literátských sborů vůbec (1882);
- Manové bývalého benediktinského kláštera Třebíckého (1902); Dostupné online.
- Třebíč mužského nebo ženského rodu? (1904).

Z pedagogické tvorby lze uvést:
- Německá knihovna pro českou studující mládež. sv. 4, Drei Expeditionen in ferne Länder (1900);
- Skloňování podstatných jmen obecných v jazyku německém, se zvláštním zřetelem k jménům cizojazyčným : přídavek ke všem mluvnicím jazyka německého a k našim slovníkům německo-českým (1881).